# سیاه‌چاله کلان‌جرم (ترانه)
«سیاه‌چاله کلان‌جرم» (به انگلیسی: Supermassive Black Hole) یک ترانه از گروه آلترنتیو راک بریتانیایی میوز که در چهارمین آلبوم استودیویی آنها سیاه‌چاله‌ها و انقلاب‌ها قرار داده شد. این ترانه توسط متیو بلامی سروده شد. این ترانه به جایگاه چهارم در جدول تک‌آهنگ‌های بریتانیا رسید که بهترین موقعیت آنها در این جدول تا آن زمان بود. در اکتبر ۲۰۱۱ ان‌ام‌ئی این ترانه را در موقعیت ۷۴ در لیست «۱۵۰ ترانه برتر ۱۵ سال گذشته» قرار داد.
این ترانه در فیلم گرگ و میش و در بازی فیفا ۰۷ نیز قرار داده شد. همچنین در سوپرنچرال اپیزود «روح‌زده» و سری ششم دکتر هو اپیزود «گوشت یاغی» نیز استفاده شد.از این ترانه برای بیدار کردن فضانوردان در ۲۶ اوریل ۲۰۱۰ نیز استفاده گردید.